# Praca organiczna

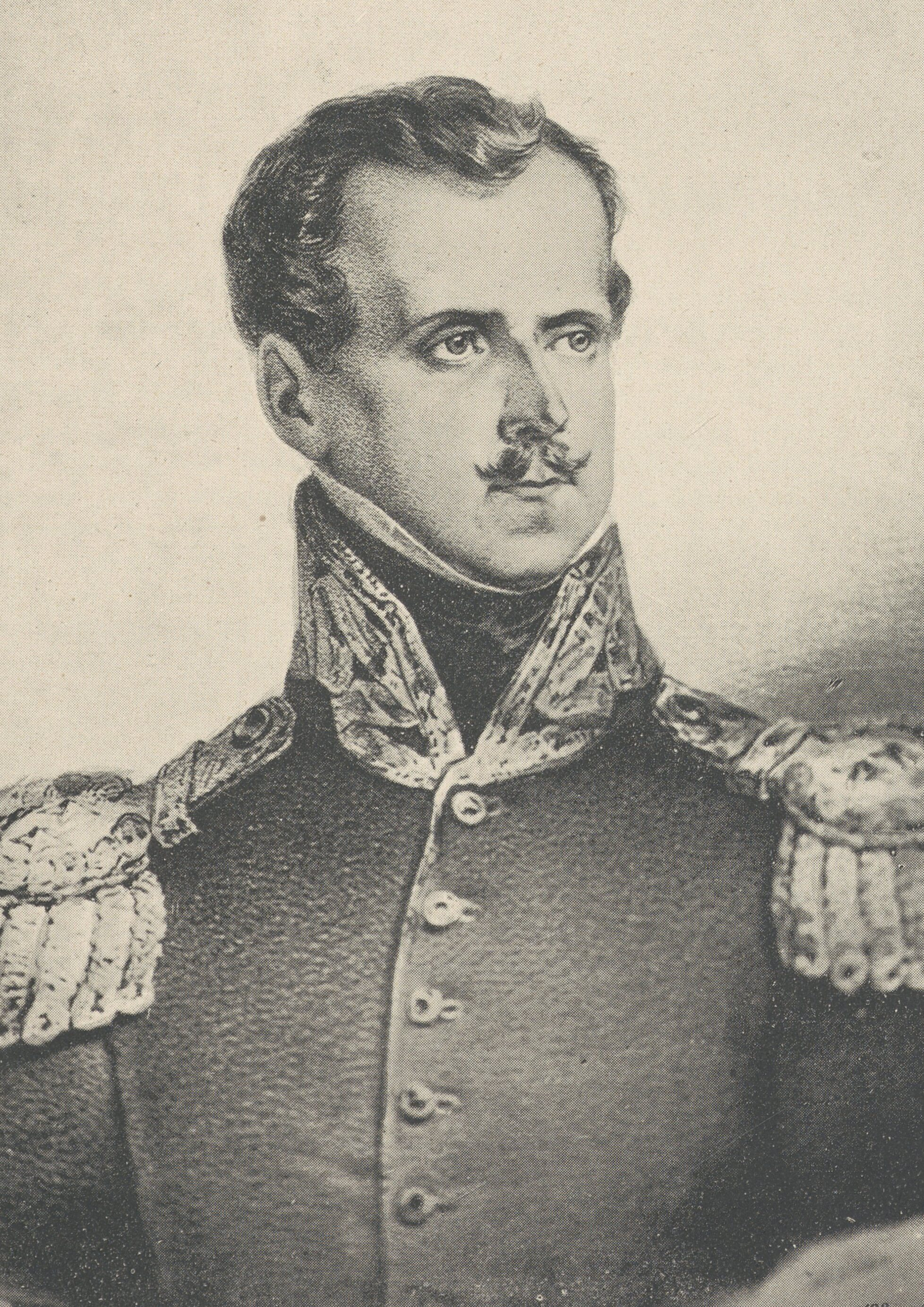
Dezydery Chłapowski

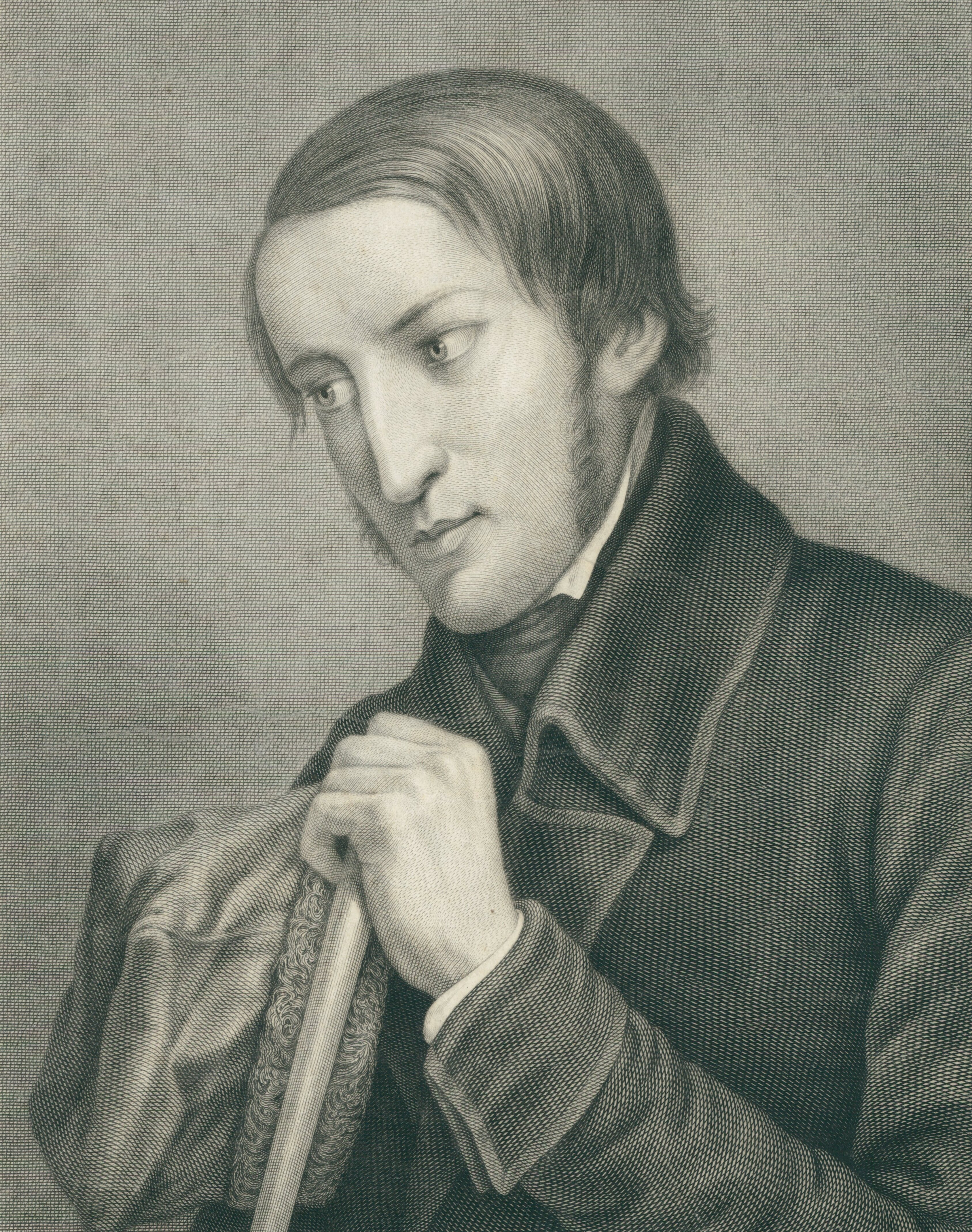
Karol Marcinkowski

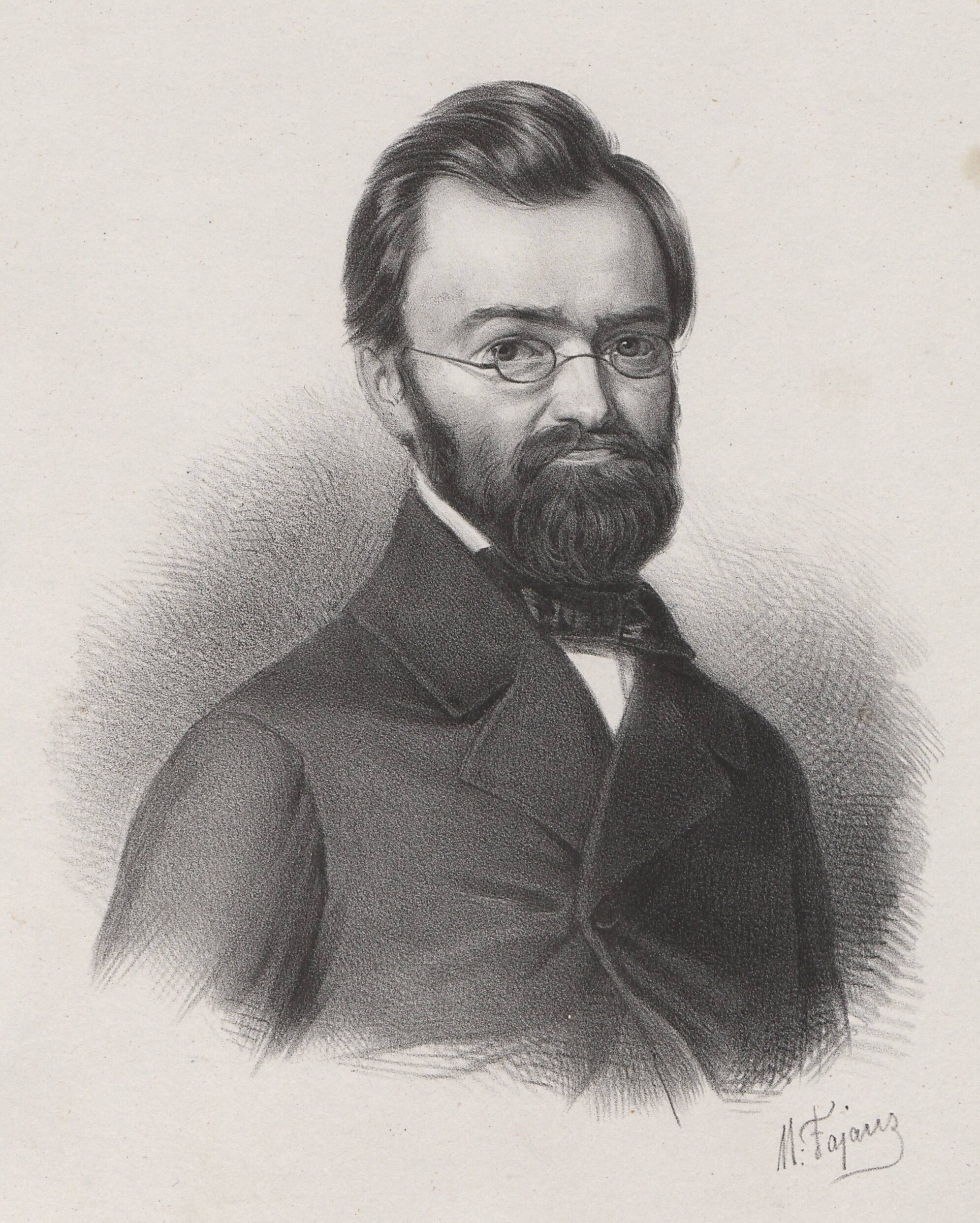
August Cieszkowski

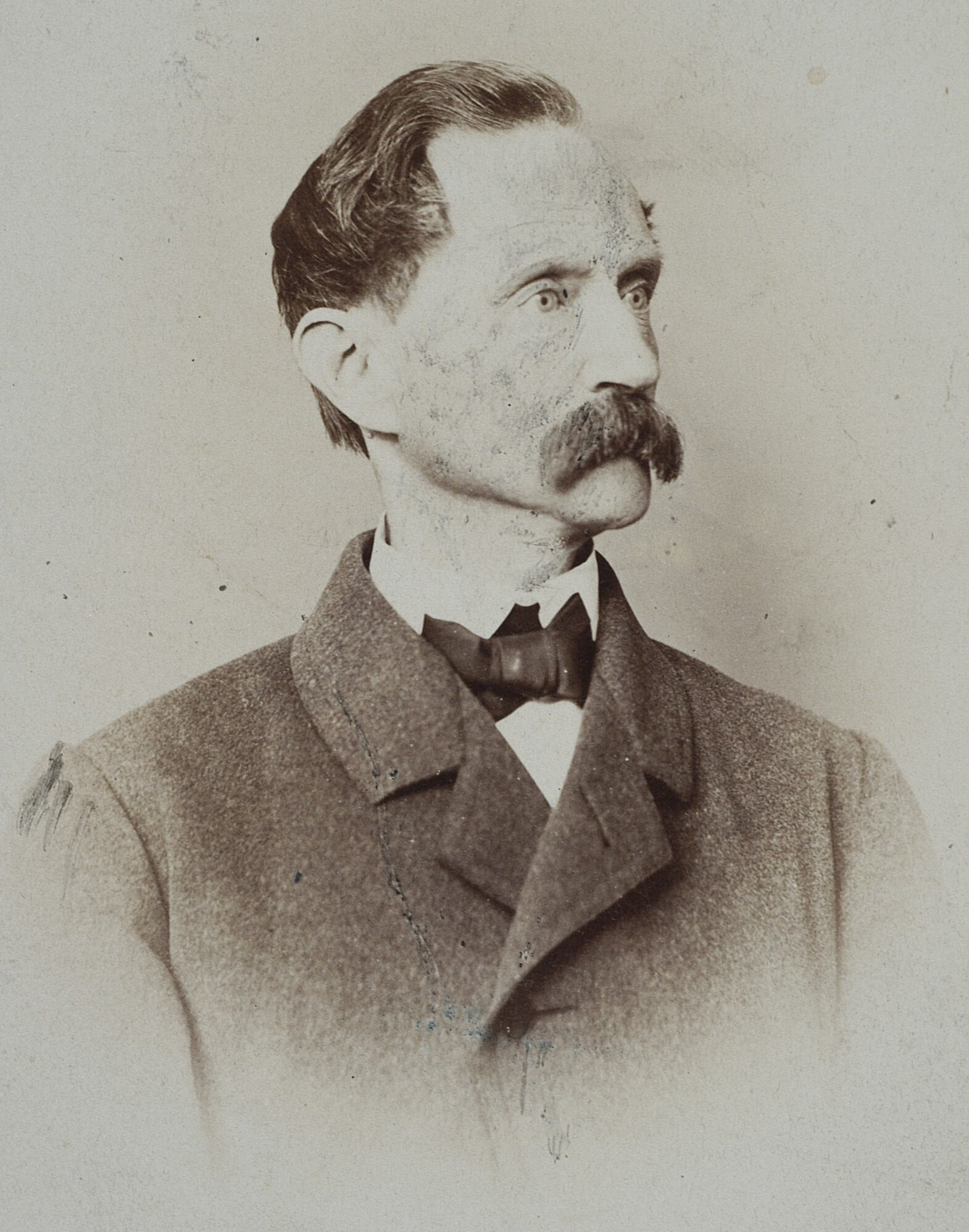
Hipolit Cegielski

Praca organiczna – działanie na rzecz rozwoju gospodarczego ludności z ziem polskich. Pozytywiści uważali, że społeczeństwo przypomina żywy organizm – tak jak dla właściwego funkcjonowania organizmu niezbędne jest zdrowie wszystkich organów, tak dla dobra społeczeństwa potrzebny jest równomierny rozwój wszystkich jego warstw i dziedzin życia. W związku z tym zaapelowali do ludzi: „bogaćcie się” i sformułowali liberalne hasło „rozumnego egoizmu”. Sądzili, że należy pomnażać osobisty majątek, a przy tym tworzyć miejsca pracy dla uboższych. Organicznikami byli przemysłowcy, kupcy, bankierzy i właściciele majątków ziemskich, gospodarujący w warunkach kapitalistycznych.
Praca organiczna na terytoriach polskich najwcześniej rozpoczęła się na ziemiach zaboru pruskiego. Prekursorem pracy organicznej na ziemiach polskich był Dezydery Chłapowski. Po powrocie ze Zjednoczonego Królestwa Wielkiej Brytanii i Irlandii w 1815 roku rozpoczął wcielać założenia pracy "od podstaw" w swoim majątku w Turwi. Rozczarowany polityką Napoleona wobec Polski uznał, że jedyną możliwą drogą do odzyskania niepodległości jest odpowiednie ekonomiczne i edukacyjne przygotowanie społeczeństwa. Do podobnych wniosków doszedł Edward Raczyński (starszy), który ufundował nowoczesny wodociąg w Poznaniu, a w 1829 roku otworzył Bibliotekę Raczyńskich – drugą po Bibliotece Załuskich bibliotekę publiczną na ziemiach polskich (w oparciu o księgozbiór rodzinny).
Po upadku powstania listopadowego dołączył do niego Karol Marcinkowski, którego można uznać za pierwszego w pełni ukształtowanego pozytywistę. W zaborze pruskim uznano, że kolejność działań niepodległościowych powinna być odwrotna: najpierw trzeba rozpocząć pracę „od podstaw”: wyedukować społeczeństwo i uodpornić na presję zaborcy, by świadomi, w pełni zorganizowani obywatele mieli większe szanse w ewentualnym powstaniu. W Wielkopolsce hasła te padły na podatny grunt: w reformie agrarnej (1811–1823) uwłaszczono chłopów, zmniejszając tarcia między szlachtą a chłopstwem, a dzięki wprowadzeniu powszechnego szkolnictwa, gdyż w gimnazjach (np. św. Marii Magdaleny w Poznaniu) kształcili się przyszli propagatorzy nowych idei pracy organicznej. Kluczową rolę odegrała też reakcja społeczna na politykę germanizacji, poprzez zawiązywanie polskich organizacji: chórów, bractw kurkowych itp.
W założonych towarzystwach (m.in. Spółka Akcyjna Bazar w 1838 roku i Poznańskie Towarzystwo Przyjaciół Nauk w 1857 roku) wychowało się kolejne pokolenie wielkopolskich społeczników, wśród których ważniejszymi byli Hipolit Cegielski, Augustyn Szamarzewski, Piotr Wawrzyniak oraz Maksymilian Jackowski. Dzięki ich pracy możliwe było przetrwanie powstałego na fali nacjonalizmu i szowinizmu wielkoniemieckiego Kulturkampfu i działalności Hakaty, a także obrona podstaw ekonomicznego przetrwania narodu, który pomimo liberalnej gospodarki musiał zmagać się z wrogim ustawodawstwem zabraniającym m.in. budowy nowych domów przez polskich posiadaczy nieruchomości czy dających pierwszeństwo wykupu ziemi Niemieckiej Komisji Likwidacyjnej (przypadek Michała Drzymały).
Zasady pracy organicznej wprowadził do powszechnego użytku August Cieszkowski, filozof, ziemianin i działacz społeczny, który osiadł w Wierzenicy. Podstawy tego pojęcia wyjaśnił w dziele „Prolegomeny do historiozofii” (1838) i w artykule „O skojarzeniu dążeń i prac umysłowych w W. Księstwie Poznańskim” (1843). Określenia „praca organiczna” jako pierwszy użył jednak ks. Jan Koźmian, w artykule programowym pt. „Stan rzeczy w W. Księstwie Poznańskim” (1847). Wynikiem działania organiczników w II połowie XIX wieku było m.in. powstanie sieci bibliotek ludowych oraz kółek rolniczych.
Po stłumieniu powstania styczniowego, w stosunku do jego uczestników władze rosyjskie zastosowały bardzo surowe represje. Ok. 40 tys. uczestników zesłanych zostało na Sybir, skonfiskowanych zostało prawie 3 tys. majątków. Resztki autonomii Królestwa Polskiego zostały ostatecznie zniesione, a władzę w kraju przejął namiestnik rosyjski gen. Fiodor Berg, zaś wielkorządcą Litwy został gen. Michaił Murawjow, obdarzony potem za swoją bezwzględność wobec powstańców, przydomkiem „Wieszatiela”. Od 1874 władzę w kraju sprawował tzw. Komitet Urządzający w Królestwie Polskim, podległy wojskowemu generał-gubernatorowi. Zaostrzono cenzurę prewencyjną nie tylko nad prasą i wydawnictwami, ale też nad bibliotekami, księgarniami, czytelniami. Nastąpiła rusyfikacja administracji, sądownictwa i szkolnictwa. Po 1885 we wszystkich szkołach językiem wykładowym był język rosyjski, z wyjątkiem nauki języka polskiego i religii. W 1867 nazwę Królestwa Polskiego zmieniono na Kraj Nadwiślański. Tylko Cesarstwo Austrii, a od 1867 dualistyczne Austro-Węgry, przeżywało kryzys władzy i w jej zaborze zmalała z konieczności presja na mniejszości narodowe. Upadek powstania styczniowego przyjęty został przez społeczność polską jako pogrzebanie na długie lata wszelkich dążeń narodowościowych. Toteż po powstaniu styczniowym znakomita część patriotycznej społeczności zwróciła się ku pracy organicznej, zarzucając akcje i działania konspiracyjne.
Równocześnie z rozwojem industrializacji kapitalistycznej, dalszemu przeobrażeniu uległy struktury społeczne ludności. Znacznie wzrosła ludność miejska, stanowiąc np. w Królestwie Kongresowym w 1900 r. już 1/3 ogółu mieszkańców, przy czym najszybciej rozrastał się proletariat wielkofabryczny, wywodzący się głównie z ludności chłopskiej, migrującej do rozrastających się miast. Mieszczaństwo zyskało na znaczeniu i ugruntowała się warstwa inteligencji, jako elita społeczna, która przejęła z rąk szlachty „rząd dusz” nad narodem polskim.
Zmieniały się również formy kapitalizmu, który z liberalnego i wolnokonkurencyjnego przerodził się w kapitalizm monopolistyczny, oligarchiczny i międzynarodowy. W konsekwencji do I wojny światowej prawie cały wielki przemysł na ziemiach wszystkich trzech zaborów został opanowany przez koncerny i spółki kapitału zagranicznego, głównie niemieckiego, francuskiego, belgijskiego i amerykańskiego.
Zagraniczni właściciele zainteresowani byli osiągnięciem jak największych zysków, jakie transferowali do swych krajów. Nie interesowali się natomiast zbytnio warunkami socjalnymi i pracy robotników, zatrudnionych w ich polskich przedsiębiorstwach. Toteż proletariat wielkofabryczny, zwłaszcza w b. Królestwie Polskim był bardzo podatny na socjalistyczną ideologię walki o robotnicze prawa. W 1882 w Warszawie powstała pierwsza większa polska partia robotnicza Proletariat, kierowana przez Ludwika Waryńskiego. Kolejnymi były: Związek Robotników Polskich, Liga Narodowa, zorganizowana przez Romana Dmowskiego, Zjednoczenie Robotnicze i Polska Partia Socjalistyczna, kierowana przez Stanisława Wojciechowskiego, Józefa Piłsudskiego, Ignacego Daszyńskiego i inne.
Poszczególne organizacje prowadziły aktywną działalność propagandową, głównie przez organizowanie potajemnych zebrań, wieców, manifestacji oraz kolportaż ulotek i prasy. Między innymi PPS wydawała czasopismo Robotnik, którego wieloletnim redaktorem naczelnym był Józef Piłsudski. Był to syn majętnego szlachcica ze Żmudzi, któremu za udział w powstaniu styczniowym władze carskie skonfiskowały prawie wszystkie posiadane majątki. Zubożała rodzina zamieszkała w Wilnie, gdzie brat Józefa, Bronisław, zaangażował się w przygotowywanie zamachu na cara Aleksandra III. Obaj bracia zostali wtedy skazani na zesłanie, przy czym Józef na pięć lat na Syberii. Po powrocie poświęcił się bez reszty konspiracji politycznej. W 1892 założył wraz z kilkoma przyjaciółmi organizację PPS na Wileńszczyźnie, po czym był jednym z jej przewodniczących przez ponad 10 lat.
W 1901 roku Józef Piłsudski, uciekając przed policją carską, przeniósł się do Galicji, a następnie zorganizował tam paramilitarny Związek Strzelecki „Strzelec”, jako zalążek późniejszych polskich formacji wojskowych w I wojnie światowej. Możliwe to było, gdyż w zaborze austriackim społeczeństwo polskie miało stosunkowo duży zakres autonomii narodowej. Było to zasługą ugodowego wobec monarchii austro-węgierskiej Stronnictwa Konserwatywnego, zwanego też Stańczykami. Jego przedstawiciele nadawali ton polityce polskiej w monarchii, stanowiąc większość w lwowskim Sejmie Krajowym, decydującym o sprawach kultury, oświaty, szkolnictwa, opieki społecznej i polityce agrarnej w Małopolsce. Ta autonomia w kulturze i sztuce zaowocowała zwłaszcza rozwojem sztuk plastycznych, w szczególności malarstwa. Głównymi jego twórcami byli Jan Matejko, Juliusz Kossak, Julian Fałat, później także Jacek Malczewski, Józef Chełmoński, Leon Wyczółkowski, Stanisław Wyspiański.